# 硼氢化钛
硼氢化钛(III)是一种无机化合物，化学式为Ti(BH4)3。

## 历史
1949年，H. R. Hoekstra先以四氯化钛和硼氢化铝为原料在-30～-40℃反应：
TiCl4 + 3 Al(BH4)3 → 2 TiCl(BH4)2 + 3 AlCl2BH4 + B2H6 + H2
但没有得到硼氢化钛(III)。而只有以四氯化钛和硼氢化锂为原料，才能制出硼氢化钛(III):
2 TiCl4 + 8 LiBH4 → 2 Ti(BH4)3 + 8 LiCl + B2H6 + H2
通过此法制备出的硼氢化钛不溶于庚烷。

## 用途
硼氢化钛可以用于催化烯烃的二聚反应。

## 配合物
硼氢化钛可以和四氢呋喃形成配合物，Ti(BH4)3·2THF是蓝色的，可溶于n-庚烷、二甲苯、苯、乙醚，新制的Ti(BH4)3·2THF在空气中易燃，燃烧带有绿色火焰。而Ti(BH4)3·3THF是蓝紫色的，会在空气中发烟。硼氢化钛还可以和氨形成配合物，如Ti(BH4)3·3NH3和Ti(BH4)3·5NH3，它们可以用于储氢  。